# Myxozoer
Myxozoer (Myxozoa) är en djurgrupp. De lever som parasiter i marina miljöer. Ofta med två olika värdar under dess livscykel, fiskar och ringmaskar eller mossdjur. Över 1300 arter finns beskrivna i två klasser, Myxosporea och Malacosporea. Myxosporea är mycket små djur, vanligtvis mellan 10 och 20 μm. Malacosporea är något större, upp till 2 mm.
Myxozoernas taxonomiska placering är något osäker; tidigare räknades de som en egen stam, men talrika fylogenetiska undersökningar av proteinkodande gener tyder på att de utgör en undergrupp av nässeldjuren (Cnidaria).